# 秦琴

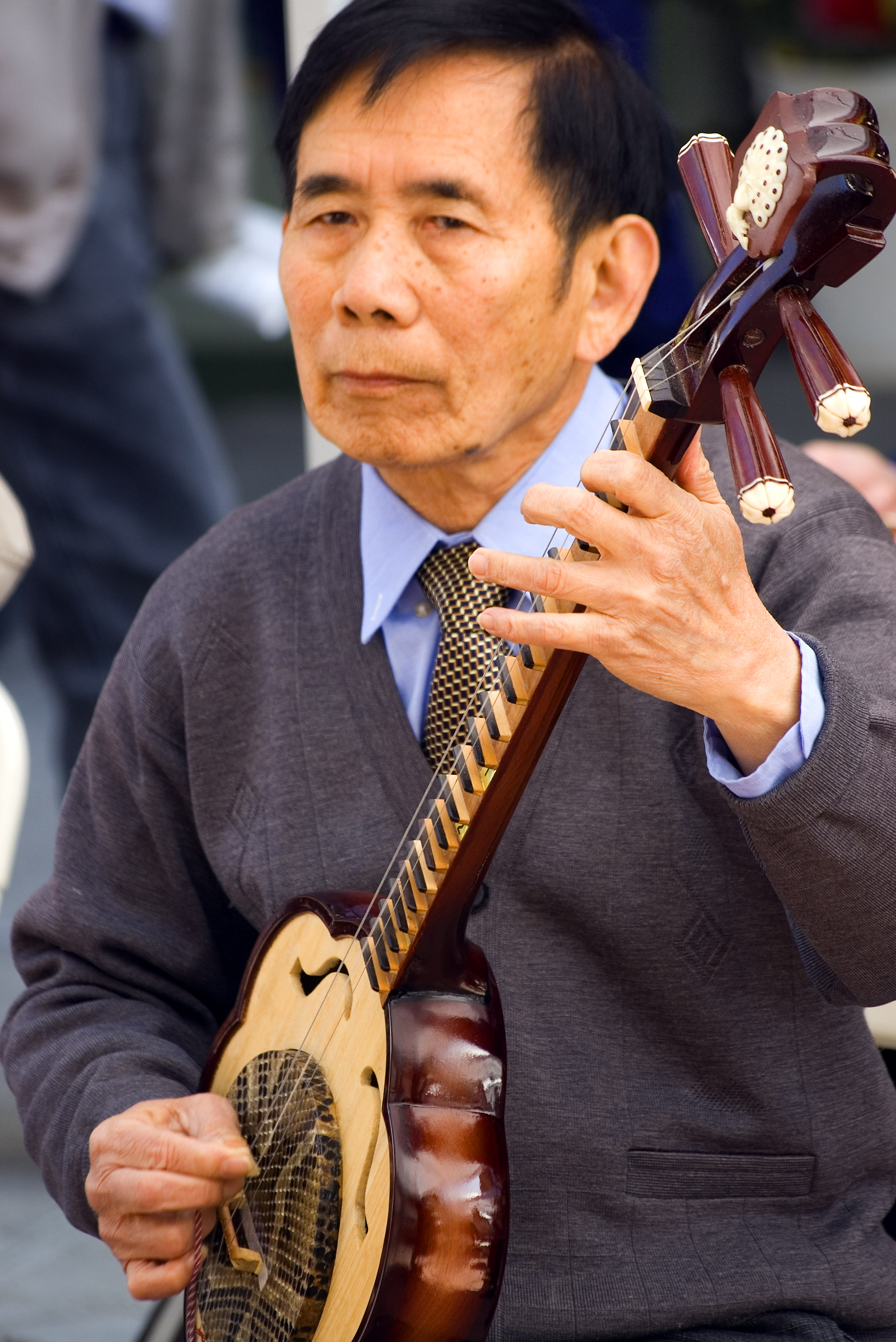

秦琴（しんきん）は、中国の主に広東で用いられる弦楽器である。
胴と棹は木で出来ており腹板は桐が多く、柱（フレット）は竹で出来ている。胴が六弁の梅の花の形を模しているために、梅花琴または梅花秦琴（ばいかしんきん）と呼ばれることもある。弦はたいてい3本張ってあり、中国に於いてはスティール弦やナイロンのものが多い。台湾の北管では、歌仔戯や布袋戯でも用いられる。
秦琴は「阮」から変化した撥弦楽器で、胴体のフレームは六片または八片の木が合わさって出来ており、胴体の形は梅花形、円形、六角または八角形で、両面は桐の薄い板で出来ている。棹は長く紫檀、花梨などの硬い木で作られており、19個のフレットが付いていて12平均律に配列されている。
棹頭には梅の花や如意あるいは蝙蝠の飾りがあり、全長約89cm、胴体の直径は約28cmで、弦軸（転手、糸巻き）が付いている。弦は絹糸や銅糸弦を用いる。民間の秦琴は二弦もしくは四弦二コースで、その後改変され三軸になり三本の弦が張られた。
調弦は五度定弦でg,d(1),a(1)　で、音域はgーe(3)の三オクターブである。
演奏スタイルは左手で秦琴を持ち右手で撥を使って演奏する。音色は明るく柔らかい中音楽器である。
元々は広東音楽の楽器であったが現在は地方の劇の伴奏や民族楽団などに広く用いられている。（「中国楽器図鑑（中国芸術研究院音楽研究所編）」212頁）
日本に於いては唯一の秦琴奏者である深草アキによって、従来の伝統音楽とは異なった表現方法に依ってその楽器としての可能性が広げられている 。

## 概要
秦琴は漢代から六朝（りくちょう）時代にかけて「琵琶（批把）」と呼ばれていた円形の胴体に柱（じゅ、すなわちフレットのこと）の付いた直頸（ちょけい）の棹を持つ四絃の絃楽器にその源流を求めることができる。
直頸とは、棹と絃巻の部分とが、例えば現在の日本の琵琶のように直角に折れ曲がっているもの（曲頸　きょっけい）とは違い、まっすぐに付いていること。
この琵琶は1700年ほど前の晋代にはすでに桐製の円体胴に絹絃が張られ12個の柱（フレット）が付いていた 、隋・唐代になるとそれらは総称して秦琵琶（しんびわ）と呼ばれ隋・唐当時のものは「秦漢子（しんかんし）」とも号されていた 　。そして唐代中期頃になるとその形体が一回り大きく変化し、阮咸（げんかん）と呼ばれるようになった 。阮咸はその後、阮（げん）阮琴（げんきん）、月琴（げっきん）などとも呼ばれ、その土地土地の音楽や習慣等に影響され、胴の形が八角形になったり、絃の数が復絃の二絃になったりするなど、様々な大きさ、形、絃の数を持つ楽器に変化しながら、宋、元、明、清と伝承されてゆく。　
そして少なくとも清の康熙帝（1662～1722年）の頃には現在の秦琴とほとんど同形の如意状の棹頭を持つ三絃の楽器が再び現れてくる。この楽器は現在の「秦琴」の最も卑近なルーツといってもよいだろう。胴の形は現在の梅花形とは異なって円形のものである。
この「秦琴」は1950年代頃までは中国において現在の三絃や月琴と並ぶ最も大衆的な楽器のひとつで、その胴の形が梅の花弁形から「梅花秦琴（ばいかしんきん）」とも呼ばれたり、蛇の皮の胴を持つものもあった。しかし、音楽大学にその専科がなかったこともあり、専門の演奏家が少なく、現在では広東省の潮州音楽や道教の寺院等、一部の民間音楽に用いられ、台湾では粤曲、潮曲北管等の音楽に使われている